# Canton de Boulogne-Billancourt-Nord-Ouest
Le canton de Boulogne-Billancourt-Nord-Ouest est une ancienne division administrative française située dans le département des Hauts-de-Seine et la région Île-de-France.

## Histoire
- L'ancien canton de Boulogne, créé en 1893, ne comportait que la commune de Boulogne.
- En 1925, il est divisé en deux : Boulogne-Nord et Boulogne-Sud-Billancourt.
- Représentation : voir canton de Boulogne-Billancourt-Nord-Est.
- Période 1945 à 1967 : voir canton de Boulogne-Billancourt-Nord-Est.

## Représentation: conseillers généraux de 1967 à 2015
| Période | Période          | Identité       | Étiquette    | Qualité |
| ------- | ---------------- | -------------- | ------------ | --- |
| 1967    | 1989 (démission) | Paul Graziani  | UDR puis RPR | Administrateur civil au ministère de l'économie et des finances Député (1973-1978) - Sénateur (1986-1995) Maire de Boulogne-Billancourt (1991-1995) Président du Conseil Général (1982-1988) |
| 1989    | 1998             | Vincent Tauzin | RPR          | Fonctionnaire Adjoint au maire de Boulogne-Billancourt (1991-1995) |
| 1998    | 2004             | Henri Ricard   | RPR puis UMP | Chef d'entreprise Adjoint au maire de Boulogne-Billancourt Suppléant du député Pierre-Christophe Baguet (1997-2002)                                                                          |
| 2004    | 2015             | Thierry Solère | UMP          | Cadre supérieur Premier adjoint au maire de Boulogne-Billancourt Député (2012-2022) |

## Composition
Le canton de Boulogne-Billancourt-Nord-Ouest ne recouvrait que la fraction nord-ouest de la commune de Boulogne-Billancourt.
| Communes                              | Population (2012) | Code postal | Code Insee |
| ------------------------------------- | ----------------- | ----------- | ---------- |
| Boulogne-Billancourt, commune entière | 112 233           | 92 100      | 92 012     |

## Démographie
| 1968 | 1975 | 1982 | 1990   | 1999   | 2006   | 2011   | 2012   |
| ---- | ---- | ---- | ------ | ------ | ------ | ------ | ------ |
| -    | -    | -    | 32 888 | 35 520 | 35 344 | 37 647 | 37 714 |

## Pour approfondir